# Bellême
Bellême is een gemeente in het Franse departement Orne (regio Normandië). De plaats maakt deel uit van het arrondissement Mortagne-au-Perche. Tijdens het ancien régime was het een heerlijkheid. Bellême telde op 1 januari 2022 1.457 inwoners.

## Geschiedenis

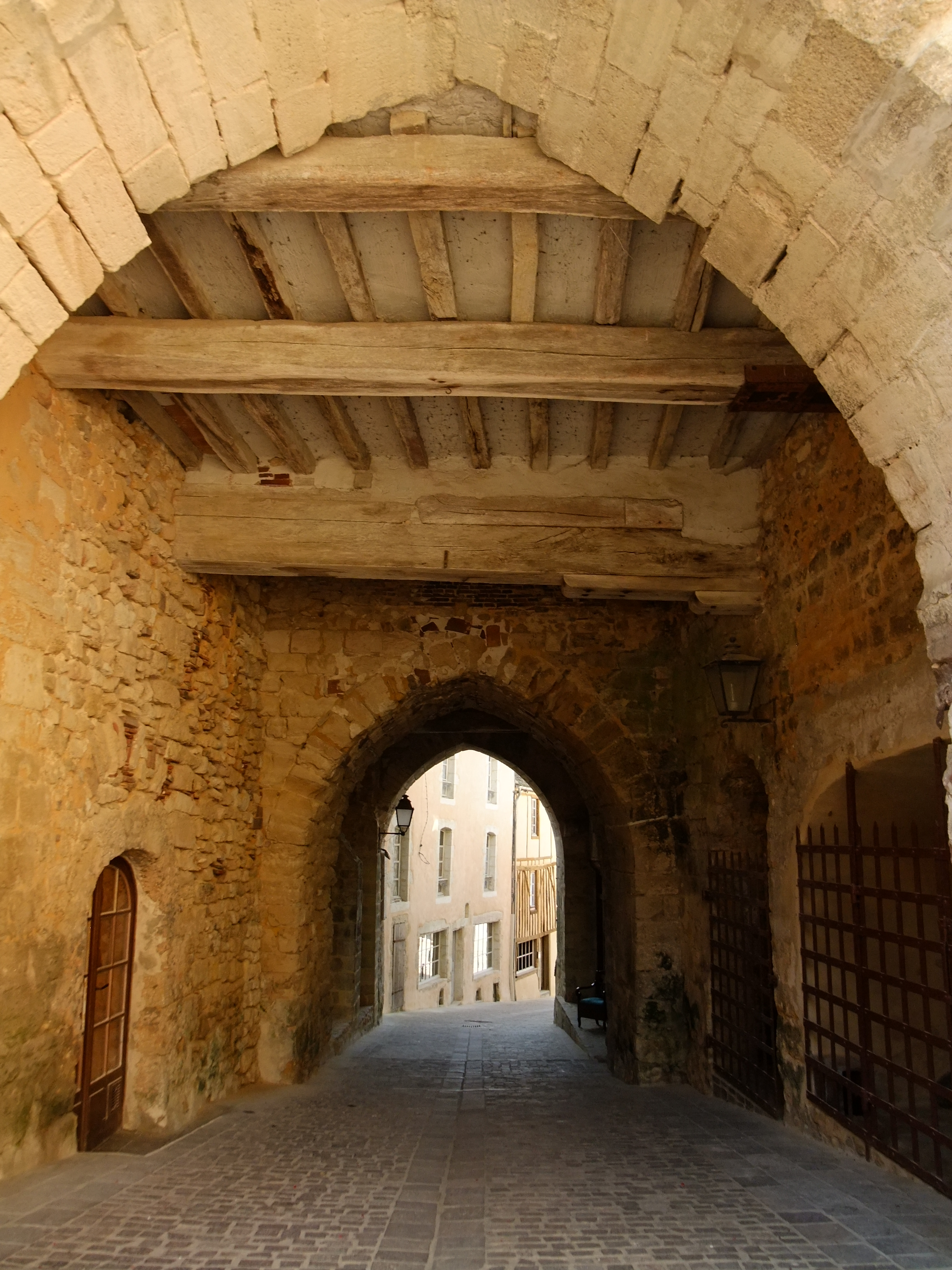
Porte Saint-Sauveur

In het midden van de 10e eeuw bouwde Yves de Creil, de stamvader van het geslacht Talva, hier een mottekasteel op een kruispunt van wegen. Aan het begin van de 11e eeuw werd een nieuw kasteel gebouwd op een hogere plaats. In 1113 lieten Hendrik I van Engeland en Lodewijk VI van Frankrijk de laatste heer van Bellême uit het geslacht Talva gevangen zetten. Zijn goed gaven ze aan Rotrou III, graaf van Nogent en Mortagne. Bellême werd daarna een van de hoofdsteden van het graafschap Perche en dit tot het einde van het ancien régime. Na de 16e eeuw verloor Bellême aan belang ten koste van Mortagne.
Bellême was een versterkte plaats, met een stadsmuur van 800 meter lengte met daarin twee stadspoorten. Aan het eind van de 14e eeuw liet graaf Peter II van Alençon een nieuw kasteel bouwen tegenover het oude. In de 15e eeuw tijdens de Honderdjarige Oorlog werd de stad verschillende keren ingenomen en verwoest. Ook in 1562 en 1568, tijdens de Hugenotenoorlogen, werd de stad slachtoffer van oorlogsgeweld. Het protestantisme schoot wortel in Bellême en tot 1685 had de stad een protestantse kerk.

## Geografie
De oppervlakte van Bellême bedroeg op 1 januari 2022 1,71 vierkante kilometer; de bevolkingsdichtheid was toen 852 inwoners per km².

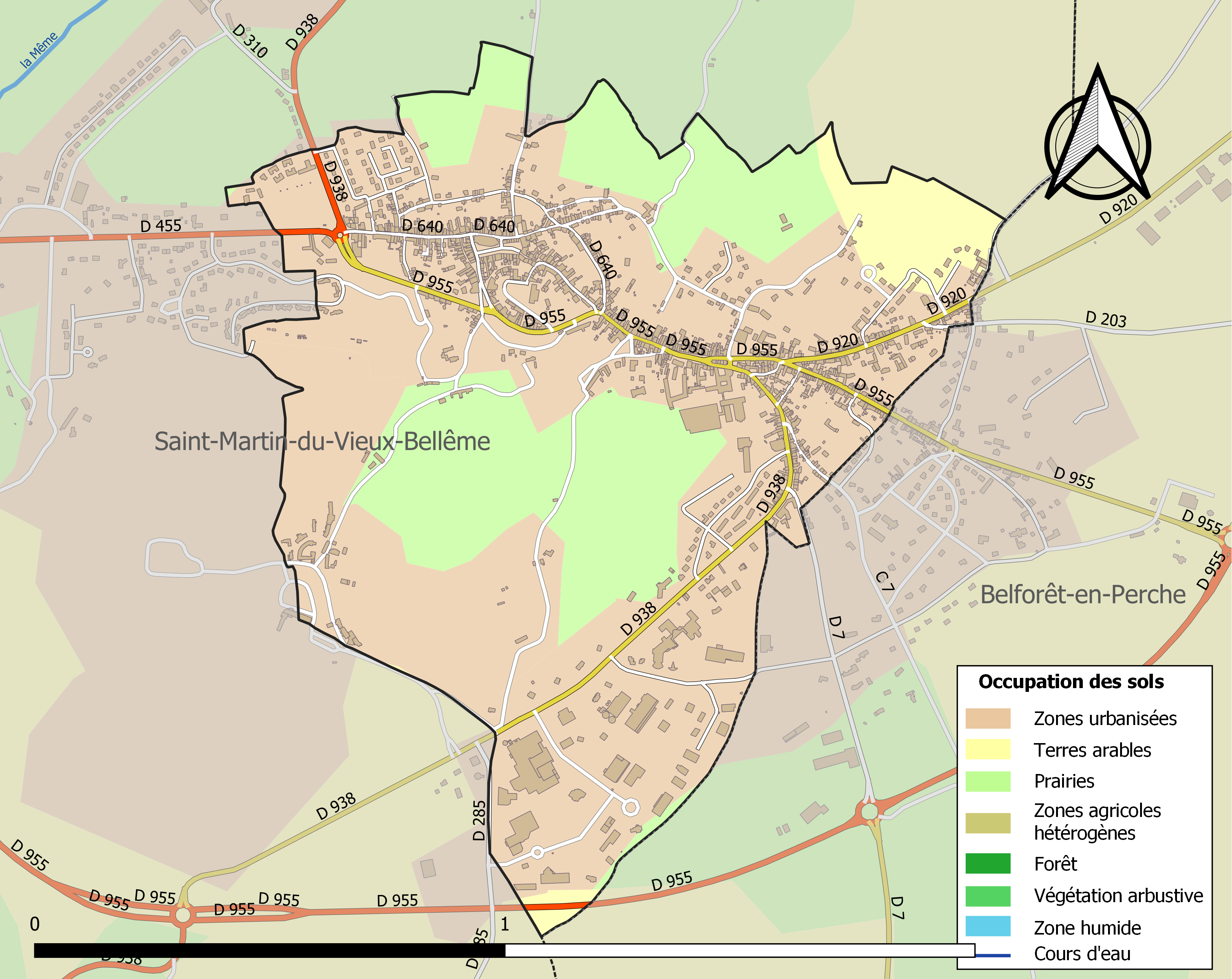
Kaart van de gemeente met belangrijkste infrastructuur, bodemgebruik en omliggende gemeenten

## Demografie
Onderstaande figuur toont het verloop van het inwonertal (bron: INSEE-tellingen).